# Collegio di Hereford and South Herefordshire
Hereford and South Herefordshire è un collegio elettorale inglese situato nell'Herefordshire, nelle Midlands Occidentali, rappresentato alla Camera dei comuni del Parlamento del Regno Unito. Elegge un membro del parlamento con il sistema first-past-the-post, ossia maggioritario a turno unico; l'attuale parlamentare è Jesse Norman del Partito Conservatore, che rappresenta il collegio dal 2010.

## Estensione

Hereford and South Herefordshire dal 2010 al 2024

Dal 2010 al 2024 il collegio è stato costituito dai seguenti ward elettorali: Aylestone, Belmont, Central, Golden Valley North, Golden Valley South, Hollington, Kerne Bridge, Llangarron, Penyard, Pontrilas, Ross-on-Wye East, Ross-on-Wye West, St Martins and Hinton, St Nicholas, Stoney Street, Three Elms, Tupsley e Valletts.
Dal 2024 comprende i seguenti ward dell'Herefordshire: Aylestone Hill; Belmont Rural; Birch; Bobblestock; Central; College; Dinedor Hill; Eign Hill; Golden Valley North; Golden Valley South; Greyfriars; Hinton & Hunderton; Kerne Bridge; Kings Acre; Llangarron; Newton Farm; Penyard; Red Hill; Ross East; Ross North; Ross West; Saxon Gate; Stoney Street; Tupsley; Whitecross; Widemarsh e Wormside.
Oltre alla città di Hereford, il collegio comprende i centri di Golden Valley, Pontrilas e Ross-on-Wye.

## Membri del parlamento
| Elezione | Elezione | Deputato     | Partito      |
| -------- | -------- | ------------ | ------------ |
|          | 2010     | Jesse Norman | Conservatore |

## Elezioni

### Elezioni negli anni 2020
| Partito                    | Partito                                   | Candidato                  | Risultati 4 luglio 2024 | Risultati 4 luglio 2024 |
| Partito                    | Partito                                   | Candidato                  | Voti                    | %                       |
| -------------------------- | ----------------------------------------- | -------------------------- | ----------------------- | ----------------------- |
|                            | Conservatore                              | Jesse Norman               | 14 871                  | 32,63                   |
|                            | Laburista                                 | Joseph Emmett              | 13 592                  | 29,83                   |
|                            | Reform UK                                 | Nigel Ely                  | 8 395                   | 18,42                   |
|                            | Lib Dem                                   | Dan Powell                 | 5 325                   | 11,68                   |
|                            | Verdi                                     | Diana Toynbee              | 3 175                   | 6,97                    |
|                            | Indipendente                              | Mark Weaden                | 214                     | 0,47                    |
|                            |                                           |                            |                         |                         |
| Iscritti                   | Iscritti                                  | Iscritti                   | 72 203                  | 100,00                  |
| ↳ Votanti (% su iscritti)  | ↳ Votanti (% su iscritti)                 | ↳ Votanti (% su iscritti)  | 45 572                  | 63,12                   |
| ↳ Astenuti (% su iscritti) | ↳ Astenuti (% su iscritti)                | ↳ Astenuti (% su iscritti) | 26 631                  | 36,88                   |
|                            |                                           |                            |                         |                         |
|                            | Esito: collegio confermato a Conservatore |                            |                         |                         |

### Elezioni negli anni 2010
| Partito                    | Partito                                   | Candidato                  | Risultati 12 dicembre 2019 | Risultati 12 dicembre 2019 |
| Partito                    | Partito                                   | Candidato                  | Voti                       | %                          |
| -------------------------- | ----------------------------------------- | -------------------------- | -------------------------- | -------------------------- |
|                            | Conservatore                              | Jesse Norman               | 30 390                     | 61,21                      |
|                            | Laburista                                 | Anna Coda                  | 10 704                     | 21,56                      |
|                            | Lib Dem                                   | Lucy Hurds                 | 6 181                      | 12,45                      |
|                            | Verdi                                     | Diana Toynbee              | 2 371                      | 4,78                       |
|                            |                                           |                            |                            |                            |
| Iscritti                   | Iscritti                                  | Iscritti                   | 72 085                     | 100,00                     |
| ↳ Votanti (% su iscritti)  | ↳ Votanti (% su iscritti)                 | ↳ Votanti (% su iscritti)  | 49 646                     | 68,87                      |
| ↳ Astenuti (% su iscritti) | ↳ Astenuti (% su iscritti)                | ↳ Astenuti (% su iscritti) | 22 439                     | 31,13                      |
|                            |                                           |                            |                            |                            |
|                            | Esito: collegio confermato a Conservatore |                            |                            |                            |

| Partito                    | Partito                                   | Candidato                  | Risultati 8 giugno 2017 | Risultati 8 giugno 2017 |
| Partito                    | Partito                                   | Candidato                  | Voti                    | %                       |
| -------------------------- | ----------------------------------------- | -------------------------- | ----------------------- | ----------------------- |
|                            | Conservatore                              | Jesse Norman               | 27 004                  | 53,49                   |
|                            | Laburista                                 | Anna Coda                  | 11 991                  | 23,75                   |
|                            | Indipendente                              | Jim Kenyon                 | 5 560                   | 11,01                   |
|                            | Lib Dem                                   | Lucy Hurds                 | 3 556                   | 7,04                    |
|                            | Verdi                                     | Diana Toynbee              | 1 220                   | 2,42                    |
|                            | UKIP                                      | Gwyn Price                 | 1 153                   | 2,28                    |
|                            |                                           |                            |                         |                         |
| Iscritti                   | Iscritti                                  | Iscritti                   | 71 204                  | 100,00                  |
| ↳ Votanti (% su iscritti)  | ↳ Votanti (% su iscritti)                 | ↳ Votanti (% su iscritti)  | 50 555                  | 71,00                   |
| ↳ Astenuti (% su iscritti) | ↳ Astenuti (% su iscritti)                | ↳ Astenuti (% su iscritti) | 20 649                  | 29,00                   |
|                            |                                           |                            |                         |                         |
|                            | Esito: collegio confermato a Conservatore |                            |                         |                         |

| Partito                    | Partito                                   | Candidato                  | Risultati 7 maggio 2015 | Risultati 7 maggio 2015 |
| Partito                    | Partito                                   | Candidato                  | Voti                    | %                       |
| -------------------------- | ----------------------------------------- | -------------------------- | ----------------------- | ----------------------- |
|                            | Conservatore                              | Jesse Norman               | 24 844                  | 52,57                   |
|                            | UKIP                                      | Nigel Ely                  | 7 954                   | 16,83                   |
|                            | Laburista                                 | Anna Coda                  | 6 042                   | 12,79                   |
|                            | Lib Dem                                   | Lucy Hurds                 | 5 002                   | 10,58                   |
|                            | Verdi                                     | Diana Toynbee              | 3 415                   | 7,23                    |
|                            |                                           |                            |                         |                         |
| Iscritti                   | Iscritti                                  | Iscritti                   | 70 744                  | 100,00                  |
| ↳ Votanti (% su iscritti)  | ↳ Votanti (% su iscritti)                 | ↳ Votanti (% su iscritti)  | 47 257                  | 66,80                   |
| ↳ Astenuti (% su iscritti) | ↳ Astenuti (% su iscritti)                | ↳ Astenuti (% su iscritti) | 23 487                  | 33,20                   |
|                            |                                           |                            |                         |                         |
|                            | Esito: collegio confermato a Conservatore |                            |                         |                         |

| Partito                    | Partito                                         | Candidato                  | Risultati 6 maggio 2010 | Risultati 6 maggio 2010 |
| Partito                    | Partito                                         | Candidato                  | Voti                    | %                       |
| -------------------------- | ----------------------------------------------- | -------------------------- | ----------------------- | ----------------------- |
|                            | Conservatore                                    | Jesse Norman               | 22 366                  | 46,23                   |
|                            | Lib Dem                                         | Sarah Carr                 | 19 885                  | 41,10                   |
|                            | Laburista                                       | Philippa Roberts           | 3 506                   | 7,25                    |
|                            | UKIP                                            | Valentine Smith            | 1 638                   | 3,39                    |
|                            | BNP                                             | John Oliver                | 986                     | 2,04                    |
|                            |                                                 |                            |                         |                         |
| Iscritti                   | Iscritti                                        | Iscritti                   | 71 463                  | 100,00                  |
| ↳ Votanti (% su iscritti)  | ↳ Votanti (% su iscritti)                       | ↳ Votanti (% su iscritti)  | 48 381                  | 67,70                   |
| ↳ Astenuti (% su iscritti) | ↳ Astenuti (% su iscritti)                      | ↳ Astenuti (% su iscritti) | 23 082                  | 32,30                   |
|                            |                                                 |                            |                         |                         |
|                            | Esito: collegio a Conservatore (nuovo collegio) |                            |                         |                         |

## Risultati dei referendum

### Referendum sulla permanenza del Regno Unito nell'Unione europea del 2016
|             | Collegio                         | Lasciare UE % | Rimanere in UE % |
| ----------- | -------------------------------- | ------------- | ---------------- |
|             | Hereford and South Herefordshire | 60,1%         | 39,9%            |
| Inghilterra | 53,3%                            | 46,7%         |                  |
| Regno Unito | 51,9%                            | 48,1%         |                  |